# Сельское поселение Домнинское (Московская область)
Сельское поселение Домнинское — бывшее (до 2015) сельское поселение в упразднённом Каширском районе Московской области.

## Общие сведения
Образовано в ходе муниципальной реформы, в соответствии с Законом Московской области от 28.02.2005 года № 71/2005-ОЗ «О статусе и границах Каширского муниципального района и вновь образованных в его составе муниципальных образований».
Административный центр — деревня Каменка.
Администрация поселения располагалась по адресу: 142932, Московская область, Каширский район, д. Каменка, ул. Центральная, д. 9.
Упразднено 11 октября 2015 в связи с преобразованием Каширского муниципального района в городской округ.

## География
Располагалось в южной части Каширского района. Граничило с сельскими поселениями Топкановским, Базаровским и Знаменским, городским поселением Ожерелье, сельским поселением Клишинским Озёрского района, а также Венёвским районом Тульской области. Площадь территории сельского поселения — 20 146 га.

## Население
| 2006  | 2007  | 2008  | 2009  | 2010  | 2011  |
| ----- | ----- | ----- | ----- | ----- | ----- |
| 3673  | ↘3559 | ↘3550 | ↘3540 | ↘3506 | ↗3516 |
| 2012  | 2013  | 2014  | 2015  |       |       |
| →3516 | ↘3451 | ↘3386 | ↘3351 |       |       |

## Населённые пункты
В состав сельского поселения входили 36 населённых пунктов трёх упразднённых административно-территориальных единиц — Барабановского, Домнинского и Ледовского сельских округов:
- деревни: Каменка, Батькополье, Большое Ильинское, Бузаково, Бурцево, Веревское, Глебово-Змеево, Глебово-Никольское, Гритчино, Домнинки, Дьяково, Железня, Завалье-1, Завалье-2, Зубово, Кипелово, Кишкино, Клубня. Козлянино, Коростылево, Корытня, Ледово, Макарово, Малое Ильинское, Никулино, Полудьяково, Понизье, Пурлово, Пчеловодное, Рождествено, Токарево, Топтыково, Труфаново, Якимовское, Яковское.
- посёлок при станции: Пчеловодное.